# الجزاء (فلم)
الجزاء فيلم دراما تاريخي للمخرج عبد الرحمن الخميسي  في تجربته الأولى في الإخراج وقام بكتابة القصة والسيناريو والحوار، كما وضع الموسيقى التصويرية بمعاونة أندريا رايدر. الفيلم من بطولة شمس البارودي في ظهورها الأول على الشاشة، والبطولة الأولى لكل من رشوان توفيق وحسين الشربيني، ويتناول الفيلم قصة كفاح الشعب المصري ضد قوات الاحتلال البريطانية في الفترة قبل ثورة 1919.
صدر الفيلم إلى دور العرض المصرية في 21 يوليو 1965.
منح موقع قاعدة بيانات الأفلام على الإنترنت (IMDB) الفيلم درجة 7.2/ 10.
منح موقع قاعدة بيانات الأفلام العربية «السينما.كوم» الفيلم درجة 5.2/ 10.

## طاقم التمثيل
شمس البارودي: في دور رجوات عبد الله
رشوان توفيق: في دور مصطفى متولي (مدرس الكيمياء)
حسين الشربيني: في دور حامد سليمان (المحامي)
أبو بكر عزت: في دور فتحي
عادل المهيلمي: في دور أحمد أفندي عبد الله (شقيق رجوات)
إبراهيم الشامي: في دور الشيخ عبد البر (مدرس اللغة العربية)
آمال رمزي: في دور زينب سليمان (شقيقة حامد المحامي وزميلة رجوات في المدرسة)
عزيزة حلمي: في دور والدة أحمد ورجوات عبد الله
حافظ أمين: في دور الشيخ حسن
كنعان وصفي: في دور جون (الكولونيل البريطاني)
عبد العزيز غنيم: في دور نبوي (الحلاق)
أشرف فهمي: في دور القاضي
صالح الإسكندراني: في دور عم صالح
أبو الفتوح عمارة: في دور سلامة الدخاخني
أحمد أباظة: في دور بيومي
إبراهيم كمال: في دور شحاتة (الحلاق)
رجاء يوسف: في دور فهيمة
بالاشتراك مع: نصر سيف - عفاف سامي - إبراهيم زادة.

## إنتاج الفيلم
أسند المخرج عبد الرحمن الخميسي البطولة المطلقة لكل من رشوان توفيق، وحسين الشربيني، ولأول مرة تظهر شمس البارودي على الشاشة حيث نصت عناوين الفيلم على أنها «الوجه الجديد»، أما الأسماء التي أخذت البطولة الثانية فمنها رجاء يوسف، وأبو الفتوح عمارة، ومن بين الممثلين الذين عملوا في الفيلم أشرف فهمي (مساعد المخرج الخميسي) الذي قام بدور المحقق البريطاني، وأيضاً الممثل العراقي كنعان وصفي الذي قام بدور محقق بريطاني، وانضم الأديب الشاعر عبد القادر حميدة إلى طاقم التمثيل في دور صغير. قدم الفيلم في مقدمته مجموعة من اللوحات والاسكتشات المرسومة مستوحاة من ثورة 1919، وهي من رسوم قسم الرسوم بمعهد السينما، أغلبها رسمها الفنان جمال كامل أشهر رسام في مدرسة مؤسسة روز اليوسف.
تخلل الفيلم أغاني «يا قمرة يا قمرة يا قمورة يا محني ديل العصفورة» و«خليك على عومك ياموج البحر» من أداء تغريد البشبيشي، بمصاحبة رقص رجاء يوسف.

## أحداث الفيلم
تتعرض رجوات (شمس البارودي) شقيقة أحمد أفندي عبد الله (عادل المهيلمي) لتحرش بعض الجنود البريطانيين في الفترة قبل ثورة 1919، ويتصدى أحمد للجنود ولكن يتم القبض عليه، ويحكم عليه القاضي (أشرف فهمي) بالسجن سنتين، بعد مرافعة المحامى حامد سليمان (حسين الشربيني) شقيق زينب (آمال رمزي) زميلة رجوات في المدرسة. تتواصل فهيمة (رجاء يوسف)، الراقصة بكازينو الليالي الملاح، مع المحامي حامد وتطلب منه أن تساعد أسرة أحمد حبيبها بمبلغ شهري دون أن يذكر لهم من أين جاء بالنقود، وهناك يقابل أم أحمد (عزيزة حلمي) والأستاذ مصطفى متولي (رشوان توفيق)، مدرس الكيمياء جارهم، وعلم انه قد أنضم حديثاً لخليتهم الفدائية التي تقاوم الاحتلال الإنجليزي. تتكون هذه الخلية من الشيخ عبد البر (إبراهيم الشامي) مدرس اللغة العربية، والشيخ حسن (حافظ أمين) والحلاق نبوي (عبد العزيز غنيم) وشقيقه شحاته (إبراهيم كمال) والأستاذ فتحي (أبوبكر عزت). يقوم بيومي (أحمد أباظة)، المخبر السري للإنجليز، بتجنيد سلامة الدخاخني (أبوالفتوح عمارة) للتجسس على اجتماع الفدائيين عند الحلاق نبوي مقابل جنيه مكافأة. تنفذ المجموعة عملية فدائية لإشعال النار في معسكراً للجنود الإنجليز، ويتمكن الإنجليز من القبض على الشيخ عبد البر وحامد المحامي، بينما يلوذ باقي المجموعة بالفرار. يلاحظ مصطفى أن سلامة يتجسس لصالح الإنجليز، وينجح في إقناعه بالانضمام للمصريين لمقاومة الإنجليز، ويجنده لصالح الفدائيين، مع إستمراره ظاهرياً بالتعاون مع الإنجليز. يتم تعذيب عبد البر في السجن، ويتمكن حامد من استمالته وتجنيده ضد الفدائيين، ويقابل أحمد داخل السجن ويخطب منه شقيقته رجوات، وعند خروجه من السجن بكفالة يسارع إلى رجوات ليخبرها أنه خطبها من أخيها أحمد. ترفض رجوات هذه الخطوبة حيث أنها تحب مصطفى سليمان. يرغب حامد في الحصول على البراءة، ويفوز بجائزة المائة جنيه التي وعده بها الكولونيل الإنجليزى چون (كنعان وصفي) وفى نفس الوقت التخلص من غريمه مصطفى، ويبلغ الإنجليز عن الخلية الفدائية. تهاجم القوات الإنجليزية الخلية ولكن سلامة كان قد أخبر مصطفى بخطة الإنجليز، ويتصدى مصطفى للإنجليز ويقاومهم حتى يستشهد، فيتناول سلامة سلاح مصطفى ويطلقه على حامد الخائن فيقتله. يظن الإنجليز أنهم قد تخلصوا من الفدائيين، ولكن المقاومة تبدأ تشتعل من جديد.

## استقبال الفيلم
كتب الناقد السينمائي محمود قاسم على موقع الشروق: «فيلم تحدث بالكامل عن ثورة 1919 ولا يعرفه أحد... هناك إشارة أن أحداث الفيلم تدور قبيل ثورة 1919، وعليه فإن الأحداث هنا تدور في قاع المجتمع، حيث لا يكاد يذكر اسم الزعيم سعد زغلول، ونتعرف على تنظيم سياسي في حي شعبي... في هذا الفيلم يختفي الحاكم كي يكون أفراد الشعب هم الأبطال، فهم بكل طوائفهم يقومون بالثورة الشعبية ضد السلطة الحاكمة، وهم هنا قوات الاحتلال البريطانى... الفيلم يخلو من الإشارة إلى ثورة 1919، باعتبار أن الأحداث تدور» قبيل«الثورة التي قادها سعد زغلول، وهو القائد الذي عرفت أن بعضاً من أساتذة التاريخ الناصريين يأخذون عليه الكثير من المآخذ، وتلك نقطة تحتاج إلى تفسيرات من قبل مؤرخ محايد... لا شك أننا أمام فيلم يثير الجدل باعتبار أنه إنتاج الدولة، وأيضا فإننا أمام فيلم مخرج، فالخميسي كتب الفيلم، وأيضا الموسيقى التصويرية، وهو صاحب أيديولوجية، ما يعني أن الكثير من الأفلام الأخرى لم تظهر شخصية الزعيم... ينتهى فيلم الجزاء بكلمة» البداية«التي تعني أنه هكذا بدأت ثورة 1919، بعد أن تمت مواجهة دامية بين الفدائيين وقوات الاحتلال، فحامد قام بالإبلاغ عن زميله، وخصمه في مسألة الغرام على قلب الحبيبة رجوات، ويموت مصطفى أثناء المواجهة، وينحني سلامة كي يلتقط المسدس ليفرغ الرصاص في قلب الخائن حامد... ولا أحد يعرف بالضبط متى سيكون الموعد الرسمي الذي ستبدأ به الجهات الرسمية الاحتفال بالذكرى المئوية لثورة 1919، أنه حدث سعيد بالنسبة لنا، فلو قمت بتحليل الدم الخاص بالمصريين طوال قرن، فسوف تكتشف أن هذه الثورة من بين المكونات الرئيسة للهيموجلوبين الذي يسري فينا، إنها الثورة التي عرفناها من الكتب المدرسية والمجلات الثقافية، والكتب، وبالطبع من خلال أفلام السينما».

## روابط خارجية
- مقالات تستعمل روابط فنية بلا صلة مع ويكي بيانات
- الجزاء على الدهليز
- الجزاء على كاروهات